# Aglossestra marialudovicae
Aglossestra marialudovicae là một loài bướm đêm trong họ Noctuidae.